# Charlotte Munck (sygeplejerske)
 For alternative betydninger, se Charlotte Munck. (Se også artikler, som begynder med Charlotte Munck)
Laura Charlotte Munck (6. juli 1876 i Lille Næstved, Herlufsholm Sogn - 28. juli 1932 i København) var en dansk sygeplejerske med stor betydning for såvel fagforeningen Dansk Sygeplejeråd (DSR) som for sygeplejeuddannelsen herhjemme.

## Liv og karriere

### Barndom og opvækst
Munck blev født som datter af sognepræst Frederik Vilhelm Munck og Marie Ludomilie Charlotte Fabricius som den yngste af en børneflok på syv. Forældrene gav hende en kærlig, kristen opvækst med fokus på næstekærlighed og traditionelle kvindepligter. Disse kristne værdier tog Munck med sig gennem resten af livet. Som 18-årig, i 1894, tog hun sin første uddannelse i sprog, fra skolen L'ecole des jeunes filles i Schweiz, en uddannelse hun fik god gavn af senere i sit arbejde hos DSR, samt i forbindelse med sit arbejde for International Council of Nurses (ICN).

### Som sygeplejerske
I 1902 blev Munck elev på diakonissestiftelsen, men forlod uddannelsen efter kort tid, for i stedet at hjælpe til med familiens humanitære arbejde hjemme på præstegården. Forinden havde Munck været kortvarigt forlovet, men blev aldrig gift. Først i 1906 søgte hun, efter opfordring fra Margrethe Koch, til The Presbyterian Hospital i New York, hvor hun uddannede sig til sygeplejerske - samme sted som Koch havde fået sin uddannelse, og hvor Christiane Reimann senere også tog samme uddannelse. Efter uddannelsen virkede Munck som oversygeplejerske ved skadestuen samme sted, men afslog et tilbud om fastansættelse for i stedet at rejse hjem til Danmark. Uddannelsen var imidlertid ikke højt respekteret i Danmark, og Munck, der havde haft besvær med at finde ansættelse, fik til sidst stilling som 2. assistent på Rigshospitalets Øre-, næse-, halsafdeling. Hun blev i 1911 forfremmet til plejemoder på dermatologisk afdeling samme sted, en stilling der tilsvarer nutidens oversygeplejerske. Samtidig hjalp hun til med undervisningen på hospitalets sygeplejeskole.
Da Bispebjerg Hospital blev indviet i 1913 havde DSR et ønske om at hospitalet som det første i Danmark skulle have en forstanderinde for sygeplejen. Denne stilling tilfaldt Charlotte Munck foran syv andre ansøgere, hendes amerikanske uddannelse til trods. Hun var også sensationel i samtiden, derhen at hun som kvinde blev valgt til en så fremtrædende post. Munck brugte stillingen til at etablere en ordnet uddannelse for sygeplejersker, med en kombination af teori og praktik, ligesom hun medvirkede til at skrive flere lærebøger inden for faget, samt instruksbøger til hospitalets afdelinger. Disse instrukser var både møntet på administrative og praktiske aspekter af sygeplejen. Mere specielt var det, at Munck også beskrev procedurer og forordninger af etisk karakter, som for eksempel hensynet til patientens blufærdighed under behandling og pleje. Muncks lærebøger, særligt "Lærebog og Haandbog i Sygepleje I-III" (skrevet sammen med overlæge Frode Rydgaard), dannede grundsten i sygeplejeuddannelsen i mange år fremefter. Muncks vision (og praksis) var at uddanne disciplinerede, taktfulde og dygtige sygeplejersker. Hun er beskrevet som velanset både inden for sin egen stand samt udenfor denne, ligesom hun havde sine elevers hengivenhed.

### Dansk Sygeplejeråd
I 1924 blev Munck næstformand for DSR, og i 1927 fik hun formandsposten - en position, hun holdt frem til sin død i 1932. Hun brugte sin tid i fagforeningen til fortsat at styrke og ensrette uddannelsen til sygeplejerske, ligesom hun arbejdede for bedre arbejdstider og - vilkår samt bedre løn- og pensionsforhold for danske sygeplejersker. Den almindelige arbejdstid for en dansk sygeplejerske i 1920'erne lå omkring 10-12 timer dagligt, til trods for at landets øvrige arbejdere havde fået en 8-timers arbejdsdag allerede i 1919. Årsagen var i nogen grad mangel på sygeplejersker, samt i en vis grad tøven over for kortere arbejdstider fra faget selv. Munck argumenterede i Tidskrift for Sygeplejersker at hele standen var plaget af tidlig opslidthed som følge af de vilkår, sygeplejersker arbejdede under, herunder også de lange arbejdsdage.
Foruden dette havde Munck overtaget Henny Tschernings vision om at sygeplejersker skulle statsautoriseres, en status faget først fik året efter Muncks død.
Tscherning havde også startet projektet for opførelsen af Sygeplejerskernes Hus på Tagensvej i København, idet mange sygeplejersker efter endt arbejdsliv blev ramt af den store bolignød - et projekt som Munck også videreførte efter Tschernings afgang. Med Sygeplejerskernes Hus ønskede DSR således at sikre at disse sygeplejersker kunne få en betalelig bolig under ordentlige forhold. Bygningen stod færdig få måneder inden både Tschernings og Muncks død.

### Internationalt foreningsarbejde
Charlotte Munck deltog, ud over sit arbejde for DSR, i internationalt arbejde for sygeplejen. Hun samarbejdede således med både ICN og Sygeplejerskernes Samarbejde i Norden (SSN), som hun blev formand for i 1921. Også denne post beholdt hun til sin død. Den internationale indflydelse var med til at give Munck overvejelser omkring sin vision for sygeplejerskeuddannelsen i Danmark. Især USA's tanker om at trække markant i teoretisk og akademisk retning funderede hun over. Munck indså styrken ved at have en teoretisk velfunderet sygeplejeuddannelse, men var samtidig bekymret for, at teorien ville komme til at tage overhånd. Munck sad tillige som medlem af den internationale rådgivende sygeplejerskekomité ved Røde Kors ligaen i Paris fra 1924 til 1927.

### Andet foreningsarbejde
Under sit ophold i USA stiftede Charlotte Munck, med afsæt i sin kristne opvækst og opdragelse, flere bibelkredse. Fra 1910 til 1932 var hun formand for Kristelig Forening for Sygeplejersker, og i 1922 var hun medstifter af Sygeplejerskernes Missionsforbund. Fra 1925 var hun formand for Alderdomskassen for Sygeplejersker, og da DSR havde overtaget Testrup Højskole sad Munck fra 1927 som formand for denne.

## Hædersbevisninger
Charlotte Munck modtog Fortjensmedaljen i guld i 1932.